# Маячное (Икрянинский район)
Мая́чное — село в Икрянинском районе Астраханской области России. Административный центр Маячнинского сельсовета.

## География
Село находится в юго-западной части Астраханской области, на левом берегу главного рукава Бахтемир дельты реки Волга, на расстоянии примерно 3 км (по прямой) к югу от села Икряное, административного центра района. Абсолютная высота — 23 м ниже уровня моря.
Климат
Климат умеренный, резко континентальный. Характеризуется высокими температурами летом и низкими — зимой, малым количеством осадков, а также большими годовыми и летними суточными амплитудами температуры воздуха.

## История
Село основано в 1798 году. В «Списке населенных мест Российской империи» 1859 года населённый пункт упомянут как казённый рыбный завод Маячный Астраханского уезда (2-го стана) при реке Бахтемир, расположенный в 40 верстах от губернского города Астрахань. В Маячном имелся один двор и проживало 13 человек (10 мужчин и 3 женщины).

## Население
| 2002 | 2010 |
| ---- | ---- |
| 802  | ↗845 |

Половой состав
По данным Всероссийской переписи, в 2010 году численность населения села составляла 845 человек (416 мужчин и 429 женщин).
Национальный состав
Согласно результатам переписи 2002 года, в национальной структуре населения русские составляли 76 %.

## Улицы
| - ул. 40 лет Победы, - ул. 70 лет Октября, - ул. Гагарина, - ул. Запоромная, - ул. Зелёная, | - ул. Ленина, - ул. Мира, - ул. Набережная, - ул. Студенческая, - ул. Тепличная. |

## Инфраструктура
В селе функционируют основная общеобразовательная школа, отделение общей врачебной практики (филиал ГБУЗ «Икрянинская районная больница»), дом культуры и отделение Почты России.